# マチャキラー
マチャキラー(Machaquilá)は、グアテマラペテン県南東部マチャキラー川流域に位置する古典期マヤ文明の都市遺跡である。古典期末期の9世紀に最盛期を迎えた。現在の遺跡一帯は野生生物保護区となっている。

## 概要

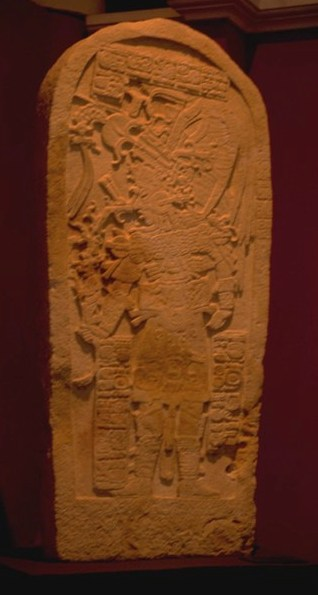
マチャキラー遺跡石碑3。815年に建てられた。グアテマラ国立考古学民俗学博物館蔵

マチャキラーでは、精巧なレリーフが刻まれたモニュメント(23基の石碑、6基の祭壇、7枚の石版)が発見されている。また、遺跡の北側には儀式用の建造物を伴う9つの広場があり、西側と南側には居住用の複合建造物がある。ただし、重要な都市の中では例外として、球戯場の存在は認められていない。
マチャキラーの周辺地域には、サン・ミゲル洞窟及び多数の小規模な遺跡が点在し、先古典期から後古典期にかけて定住の形跡が確認されている。特筆すべきことに、エスキプラス、エル・プエブリート、エル・アチオタルといった遺跡にはEグループと球戯場がある。パシオン川流域のセイバルとカンクェンの様に、マチャキラー川流域においても古典期のマチャキラーとエル・プエブリートが朝貢関係にあった記録は残っているが、考古学者たちはこの地域を統べる王朝の存在には否定的である。

## 発掘
1958年頃、この地域で油田の調査を行っていたユニオン・オイル社のアルフォンソ・エスカランテが、神聖文字の階段の一部と考えられる石片を発見した。また同年、シュチルハ遺跡の調査を行っていたリントン・サタースウェイト・ジュニアもマチャキラーと思われる遺跡に立ち寄っている。1961年と1962年に、イアン・グラハムによって本格的な調査が行われ、遺跡中心部分のマッピングと撮影がなされた。その後も不定期に遺跡の保全作業が行われていたが、2000年以降はAtlas Arqueológico de Guatemalaにより、遺跡の居住エリアを含めた考古学的な発掘調査が行われている。

## マチャキラーの石碑と王朝史
マチャキラーについては17基の石碑と6基の祭壇がイアン・グラハムによって1967年に写真と実測図によって紹介されている。これらの石碑と祭壇はセットになっている。そのほかにみられる石彫はもともと神殿の階段だったものか建築物4号の壁面パネルの一部だったものである。王の名前など人名が刻まれていても風化などの傷みが激しく王の名前の一部を構成する神の名だけがかろうじて読めるという石彫も5〜6基ほどみられる。女性の名前は2名分確認されている。
マチャキラーの石碑でわかる日付は、石碑11号にのみイニシャル・シリーズがみられるが、ほかはハアブ暦とツォルキン暦の組み合わせであるカレンダー・ラウンドと期間の終わりを表す文字である。最も古い日付は巨大なアハウの文字が刻まれた石碑13号にみられる9.14.0.0.0(711年)に相当する日付でありマチャキラーにあった王朝に関する最後の日付は石碑5号のA1,A2にみられる10.0.10.17.15(841年)に相当する日付である。実際のところ、外部からの非マヤ的な侵入者か簒奪者があったと思われ、10.0.15?.0.0.(844年)の日付のある石碑9号もある。マチャキラーにはジャガーや空、ヘビといったティカル、パレンケ、ヤシュチラン、カラクムルのような王家を表す名称を刻んだものは見当たらない。他の遺跡のように特定の人物の誕生、即位、継承関係がわかる文字も同様である。ただし石碑3号のA2,G3、石碑1号のA6、石碑7号のC1に刻まれた文字は何らかの特定な出来事を示している可能性がある。マチャキラーの石碑は他の遺跡にもみられることだがジョージ・カブラーが指摘するように備忘録のように省略されている。石碑13号から5号までの期間は約130年間であり6人の君主がいれば平均20年強の治世になるが実際には10バクトゥンが近づくにつれて在位期間が短くなっている。おそらくこの時期にマチャキラーで何らかの混乱があったと思われる。マチャキラーが完全に放棄されたのは10.0.15?.0.0.よりやや後と思われ、これは古典期のペテンや南部低地の祭祀センターが放棄された時期にだいたい一致する。
- 「T1045」1世（石碑13号;9.14.0.0.0(711年)）
- 「フリント神」1世若しくは「キン神」1世（石碑10号;9.15.0.0.0(731年),石碑11号;9.15.10.0.0(741年)）
- 支配者3（石碑12?号;9.16.10.0.0(761年),石碑18号;9.17.5.0.0(776年)）

- 「T1045」2世（石碑2号;9.18.10.0.0(800年)）
- 「キン神」2世（石碑3号;9.19.5.0.0(815年),石碑4号;9.19.10.0.0(820年)）
- 「魚を片手でつかむ者」「召還する者」「二つのチュエンを捕らえた者」（石碑8号;9.19.15.0.0(815年),石碑7号;10.0.0.0.0(830年),石碑6号;10.0.5.0.0(835年),石碑5号;10.0.10.0.0(840年)）